# Ōsakikamijima, Hiroshima
Ōsakikamijima (japanska: 大崎上島町?, Ōsakikamijima-chō) är en landskommun i Hiroshima prefektur i Japan. Kommunen består av ön Ōsakikamijima (38,27 km²) med kringliggande småöar i Japanska innanhavet mellan Hiroshima och Ehime prefekturer. Den bildades 2003 genom en sammanslagning av kommunerna Ōsaki, Higashino och Kinoe.